# 刈谷市立住吉小学校
刈谷市立住吉小学校（かりやしりつ すみよししょうがっこう）は、愛知県刈谷市住吉町に所在する公立小学校。1968年（昭和43年）6月創立。2015年度（平成27年度）末までの約50年間に5,707人が卒業した。刈谷市立刈谷南中学校の学区に含まれている。2017年に、創立50周年を迎えた。

## 沿革
- 1968年（昭和43年）4月1日 - 刈谷市立亀城小学校・小高原小学校・衣浦小学校から分離独立して創立。[2]
- 1968年（昭和43年）6月1日 - 校舎の第1期工事が完成。これまでは既存3小学校で分散授業。[2]
- 1968年（昭和43年）8月31日 - 校舎の第2期工事が完成。[3]
- 1971年（昭和46年）3月19日 - 体育館兼講堂が竣工。[4]
- 1971年（昭和46年）9月1日 - 学校周辺にスクールゾーンを設置。[4]
- 1974年（昭和49年）3月28日 - プールが竣工。[5]
- 2018年（平成30年）11月7日 - 創立50周年記念事業を開催[1]。

## 出身著名人
- 鮎川義文[6] - 野球選手。
- 原田政彦[6] - 野球選手。
- 赤星憲広[6] - 野球選手。
- 尾嶋直哉[6] - 俳優・歌手。
- 光崎伸[7] - サッカー選手。